# Liste des cours d'eau de la Norvège
Liste des fleuves et rivières de Norvège par ordre décroissant de longueur :
- Glomma (600 km)
- Numedalslågen (352 km)
- Gudbrandsdalslågen et Vorma (351 km)
- Tana (348 km)
- Drammensvassdraget (301 km)
- Skiensvassdraget (251 km)
- Begna (250 km)
- Otra (245 km)
- Trysilelva (233 km)
- Altaelva (229 km)
- Namsen (228 km)
- Hallingdalselva et Snarumselva (220 km)
- Arendalsvassdraget (209 km)
- Orkla (171 km)
- Rena (165 km)
- Vefsna (163 km)
- Nea-Nidelvvassdraget (156 km)
- Kárášjohka (155 km)
- Pasvikelva (145 km)
- Repparfjordelva (62 km)

Tous les noms de ces cours d'eau sont donnés en langue norvégienne. D'autres dénominations peuvent exister, par exemple en suédois ou en finnois.